# یواس‌اس نیوآرک (اس‌پی-۲۶۶)
یواس‌اس نیوآرک (اس‌پی-۲۶۶) (به انگلیسی: USS Newark (SP-266)) یک کشتی بود که طول آن ۱۰۷ فوت (۳۳ متر) بود. این کشتی در سال ۱۹۱۳ ساخته شد.